# Rathaus Lützelsachsen
Das ehemalige Rathaus von Lützelsachsen ist ein zweigeschossiges, verputztes Gebäude mit einem Satteldach mit Dachreiter, einem großen Uhrzifferblatt im Ostgiebel und mit jüngerer Straßendurchfahrt steht wohl an der Stelle, wo 1606 schon das Rathaus stand. Das heutige Gebäude wurde nach der Zerstörung von 1674 bis 1688 neu erbaut, 1808 umgebaut und im Jahr 2015 umfassend saniert. Das ehemalige Rathaus prägt die Ortsmitte und ist das Wahrzeichen des Ortes. Es wird zurzeit als Verwaltungsstelle der Stadt Weinheim genutzt.

## Lage
Das Rathaus liegt innerhalb des Etters des mittelalterlichen Dorfes Lützelsachsen. Die an der Bergstraße südlich von Weinheim gelegene Siedlung Lützelsachsen entstand wie die anderen Sachsenorte in der Merowingerzeit. Sie wird 877 als „Sahsenheim minor“ am frühesten unter den drei Sachsenorten mit eigenem Namen bezeichnet. Obwohl in Lützelsachsen bisher keine Reihengräber entdeckt wurden, könnte der Ort in die Reihengräberzeit zurückreichen. Durch Schenkungen des 9. und 10. Jahrhunderts kam Lützelsachsen nahezu ganz in die Hand des Klosters Lorsch. Im 12. und 13. Jahrhundert waren die Hirschberg-Strahlenberg mit der Vogtei belehnt, unter pfälzischer Oberhoheit. In der zweiten Hälfte des 14. Jahrhunderts ging die Lehenshoheit an die Pfalz über. Lehensinhaber waren seit 1261 die von Erligheim, ab 1550 die Landschad und von 1700 bis 1812 die von Hundheim. Ab 1803 unter badischer Souveränität. Der Siedlungskern mit leiterförmigem Grundriss beiderseits des Mühlbachs erstreckt sich in Ost-West-Richtung. Die ausgedehnten Neubauviertel schaffen eine durchgehende Siedlungszone zwischen Weinheim und Hohensachsen.

## Geschichte
Das Rathaus liegt innerhalb der archäologischen Substanz des mittelalterlichen und frühneuzeitlichen Klosterhofs.
Das Kloster Lorsch hatte in Lützelsachsen einen großen Hof als Zentrum seiner Grundherrschaft am Ort. 1071 bestimmte Abt Ulrich das Hofgut zum Unterhalt der Propstei Altenmünster. Der Hof verblieb auch nach Aufhebung der Reichsabtei beim Kloster, jedoch sind im 14. Jahrhundert Rechte der Ortsherrschaft (wohl aus der Vogtei erwachsen) am Klosterhof nachweisbar. 1574 noch als Lorscher Klosterhof bezeichnet, im Jahr 1588 ist noch das Hofhaus genannt, das am Anfang der Schlossgasse stand. Obertägige Reste sind nicht mehr erkennbar, auch nicht von der Zehntscheuer (Schlossgasse 7). Der Klosterhof ist nur noch als Bodendenkmal erhalten, dem allerdings auch wegen seines hohen Alters erhöhte Bedeutung zukommt. Die Erhaltung steht aus wissenschaftlichen und heimatgeschichtlichen Gründen im öffentlichen Interesse. 

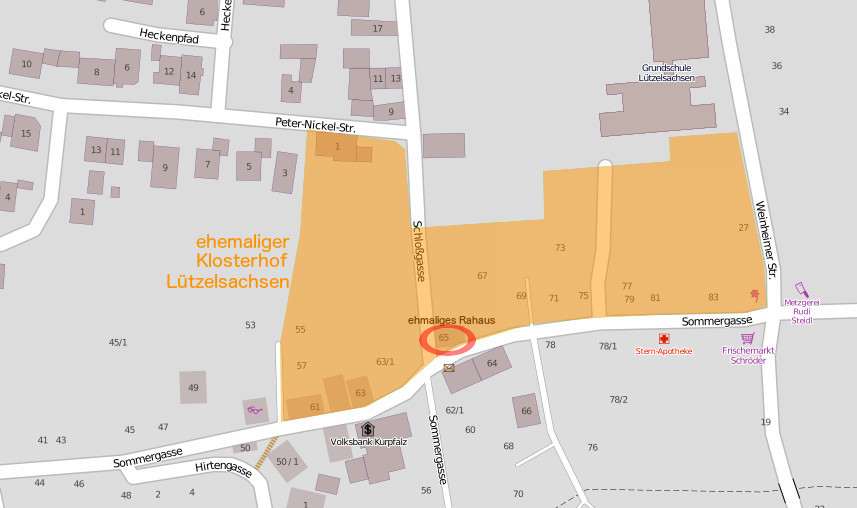
Fläche des ehemaligen Klosterhofs in Lützelsachsen

## Gemeindehaus
Nach den bauhistorischen Untersuchungen handelt es sich eher um ein Gemeindehaus als um ein Rathaus: Es fehlen etliche Merkmale eines vollständigen Rathauses, wie z. B. eine Schreibstube. Vorhanden waren eigentlich nur drei Räume: Ein ehemals offenes zweischiffiges Untergeschoss („Markthalle“), eine nach zwei Seiten hin offene, nach Norden geschlossene Laube im Obergeschoss, die die Treppe vom Erdgeschoss und einen großzügigen Vorraum aufnimmt, sowie den 2/3 des Obergeschosses einnehmenden Saal (Nutzung als Tanzsaal/Trinkstube?). Der Vorraum könnte die Funktion als Gerichtsort gehabt haben („Gerichtslaube“). Ob das Dachgeschoss genutzt wurde, ist nicht bekannt, es gibt keine Spuren für eine Erschließung. Charakteristisches Merkmal ist die übereck angeordnete, durch 2 × 2 Korbbögen belichtete Laube. 

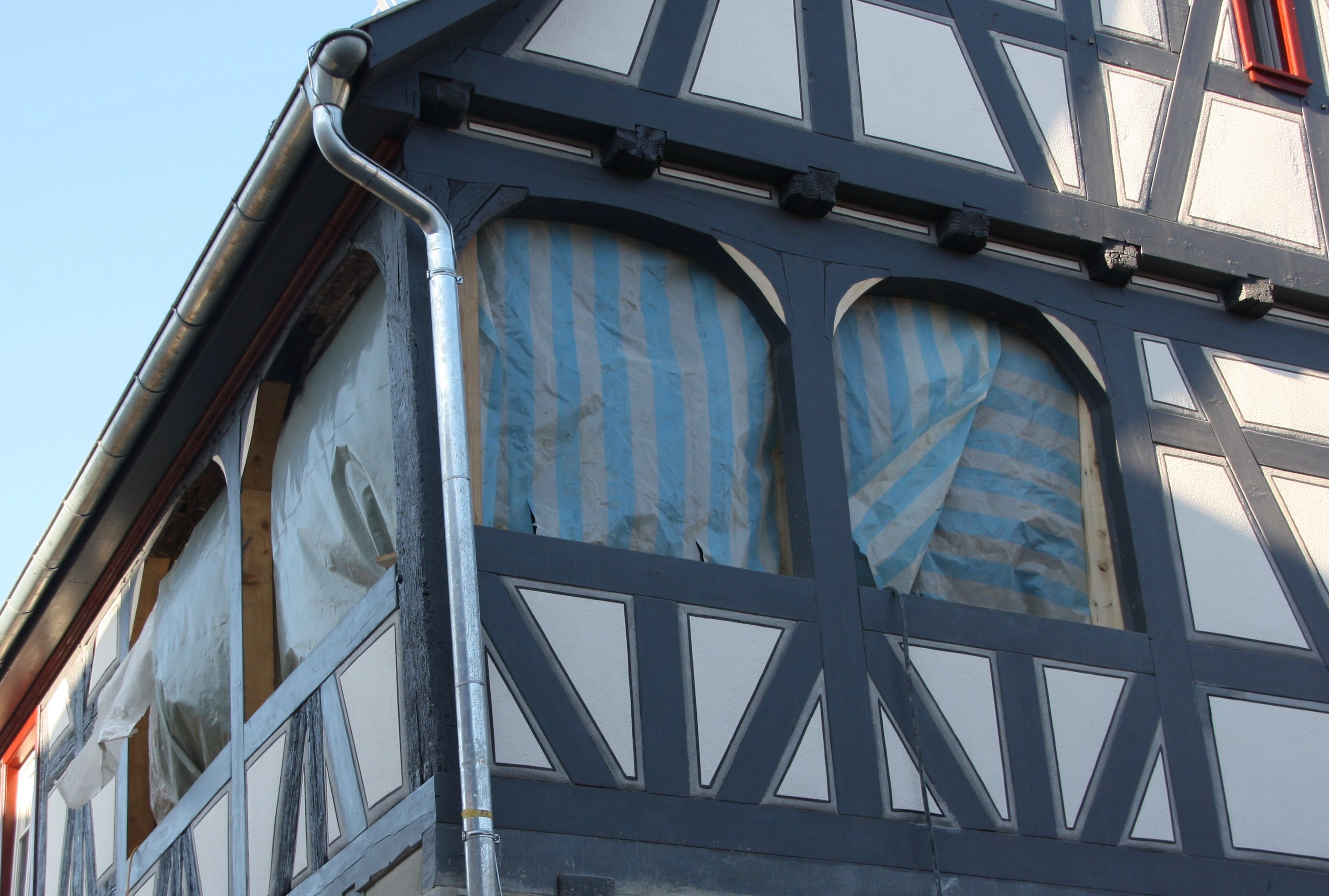
Bei der Sanierung 2015 freigelegter Laubengang, aufgenommen während der Sanierung

Das Gebäude war fachwerksichtig, der Bauschmuck ist jedoch eher zurückhaltend, so auch die Farbfassungen. Es wurde geflößtes Nadelholz verwendet, was relativ selten der Fall war.

## Sanierung im Jahr 2015

### Gestaltung

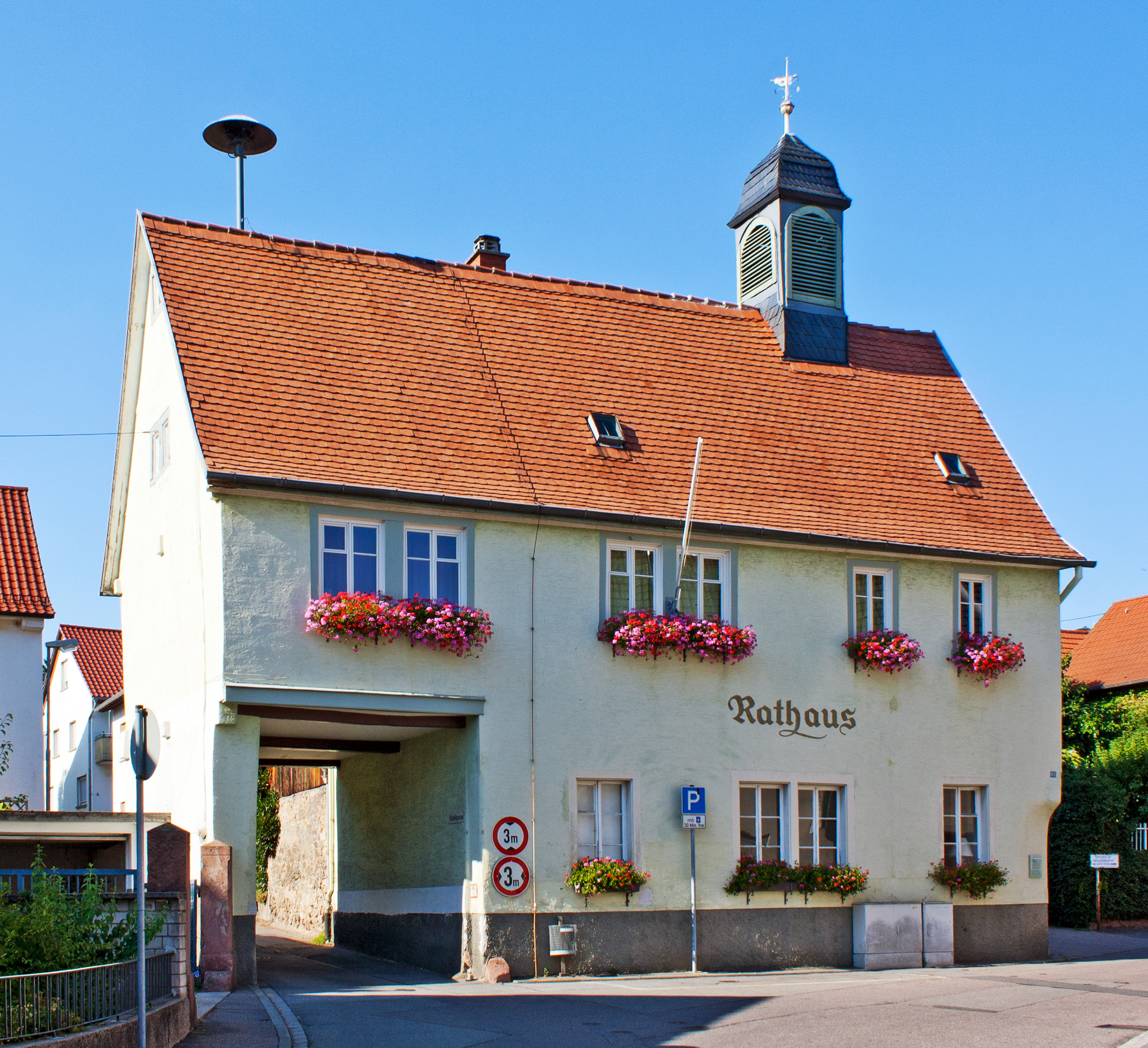
Ehemaliges Rathauses Lützelsachsen vor der Sanierung

Das bis vor Kurzem verputzte Gebäude soll nun auf Grundlage der restauratorischen Befund-untersuchung als fachwerksichtiges Gebäude (ab Oberkante Erdgeschossdecke) hergestellt werden. Die Putzgefache sollen in einem gebrochenen Weißton mit grauem Beistrich mit schwarzem Begleiter und das Fachwerk grau gehalten werden. Das Zierwerk und Fensterrahmen außen sollen in Oxidrot gestaltet werden. Auch im Inneren soll im Obergeschoss die historische Decke nach Befund hergestellt werden. Innenwände werden in einem gebrochenen Weißton gehalten. Die Fenster werden wieder verwendet, der Dachreiter neu verschiefert, Schallläden werden in Eichenholz erneuert. Die Spitze des Dachreiters aus der Mitte des 19. Jahrhunderts wird wieder mit 24-karätigem Gold vergoldet. 

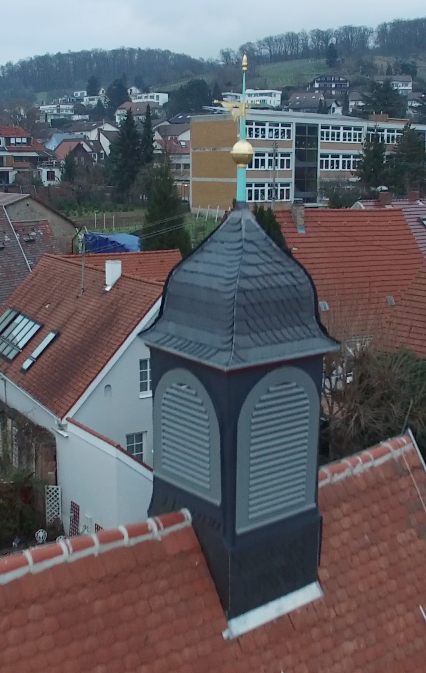
Dachreiter des ehemaligen Rathauses Lützelsachsen

### Planung
Die Genehmigung für die Instandsetzung des ehemaligen Rathauses umfasst die Umbaumaßnahmen und statischen Maßnahmen. Im Erdgeschoss sind zwei Büroräume, WC, Abstellraum und Einbau einer neuen Treppe vom Erdgeschoss zum Obergeschoss geplant, im Obergeschoss sind ein Büro, ein Ratszimmer, Teeküche, WC und Lagerraum vorgesehen. Im Dachgeschoss wurden zusätzliche Pfettenverstrebungen ausgeführt. Ein Keller ist nicht vorhanden.